# Marcha contra la televisión basura
La marcha contra la televisión basura es una manifestación ciudadana realizada en el Perú cuya finalidad, según los responsables, es restaurar el sistema de horario de protección al menor (artículo 40 de la Ley de Radio y Televisión N° 28278) frente a contenidos que lo vulneran. La primera marcha fue realizada el 19 de febrero de 2015 en Lima, convocado por activistas juveniles provenientes de distintas universidades de la capital y a su vez fue divulgada por radio. La segunda marcha fue el 27 de febrero de 2015 también por grupos juveniles y activistas, incluyendo al Decano del Colegio de Periodistas del Perú. Esta marcha fue discutida en programas de política y redes sociales. Una tercera marcha se realizó dos semanas después, el 13 de marzo del 2015.

## Historia
La marcha contra la televisión basura fue inicialmente anunciada por el colectivo "Salgamos A Las Calles Perú" en Facebook el 30 de enero de 2015 tras el éxito de las manifestaciones para revocar la ley de régimen laboral juvenil del Perú. Previamente, sucedieron comentarios de descontento con la masiva fama de los realities show nacionales. La ventilación de la vida privada de los concursantes, incluyendo otros personajes de la televisión local, fue una de las principales razones para impulsar la queja del Colegio de Periodistas de Lima así como los televidentes. Según Fernando Vivas, los que lideran la movilización son el comunicador Omar Suriel Chacón y el nutricionista Ernesto Mogrovejo.
La marcha fue oficialmente confirmada en una rueda de prensa por el Colegio de Periodistas de Lima, el 2 de febrero de 2015. La convocatoria llegó a instituciones como Federación de Periodistas del Perú, Colegio de Psicólogos del Perú, Colegio de Periodistas de Perú así como colectivos ciudadanos.
La Coordinadora de Medios Regionales del Perú mediante un comunicado destacando que el «75% de los medios de comunicación del país no cuentan con un Código de Ética». Así mismo, la Coordinadora pidió al Ministerio de Transporte y Comunicaciones, encargado de gestionar la Ley de Radio y Televisión que no se "tergiverse el tema sobre la licencia del código de ética".
Una segunda marcha fue anunciada por la Coordinadora Nacional de Juventudes y fija el evento para el 13 de marzo de 2015 con un mensaje.

El tiempo le dirá a la población peruana quien es quien, quienes han sido oportunistas, quienes han traicionado los conceptos de una lucha justa y quienes han utilizado al pueblo para llegar a un cargo público, esos sujetos serán señalados y repudiados y nosotros nos encargaremos en mostrar la verdadera faceta de esos impresentables. Están dividiendo la causa justa y están confundiendo a los ciudadanos

### Participaciones
El 25 de febrero de 2015 se lanzó el primer spot promocional en Lima. Inicialmente se estableció el punto de partida el Campo de Marte para trasladarse alrededor del distrito de Jesús María, donde se ubican las instalaciones de América Televisión ATV y Latina. Más tarde se confirmaron movilizaciones en simultáneo en Puno, Juliaca, Arequipa, Huánuco, Huancavelica, Trujillo, Tacna y Pucallpa. La marcha fue viralizada a través de un video basado en la película Braveheart donde se ve al personaje de Willam Wallace protestando.
En el día central, el 27 de febrero de 2015, se enrejó la sede principal de América Televisión; además, como medida de precaución se emitió un programa grabado de Esto es guerra por temor a ataques a los conductores y participantes. Alrededor de 3000 manifestantes con pancartas, banderolas y polos alusivos a la campaña salieron a marchar a partir de las 18 horas por las avenidas Arequipa, Cuba y Salaverry. Durante la marcha se registró incidentes de vandalismo en las oficinas de América Televisión y en la fachada de la sede de Latina Televisión. En Arequipa, la marcha se realizó minutos antes de lo previsto en las plazas España y principal en el centro histórico de Arequipa.
El 13 de marzo se confirmó que Ayacucho participará en la segunda marcha. En Lima, se realizaron recorridos en las sedes del Ministerio de Transportes y Comunicaciones, el Congreso del Perú, el diario El Comercio y la Asociación Nacional de Anunciantes.

## Impacto

### Críticas
Muchas personalidades salieron a defender la marcha. La exconductora Yola Polastri comparó los programas de competencia como una "pizza con cucaracha", relacionando a la clausura de locales comerciales por incumplir condiciones higiénicas, aunque advirtió que "los canales solo se preocupan en la parte comercial y rentable". El modelo y exconcursante Guty Carrera indicó en una entrevista para Radio Programas del Perú, "pienso que la televisión es un medio que sirve para entretener, pero creo que los valores no se deben de perder nunca. Se deben entregar valores a la sociedad. Si dejamos de hacerlo estamos haciendo mal el trabajo". También se unieron la unidad de gremios de los trabajadores de EsSalud. Otros que también brindaron un visto bueno fueron los exparticipantes de Yo soy César Osorio y Daniela Zambrano, la cantante Cecilia Bracamonte, el actor Gustavo Bueno, y la cantante Cecilia Barraza.
El expresidente Ollanta Humala respaldó la marcha y aseveró "Yo quisiera ir a la marcha, ojalá tenga tiempo y me voy a marchar; yo tengo hijos y me preocupa; estoy trabajando, pero tengo que estar pensando: ojalá que mis hijos no estén viendo televisión". Además recalcó que el uso de los medios se mantiene estancado después del caso Ernesto Shutz (administrador de Panamericana Televisión) relacionando con Montesinos y los Crousillat, llamándolos "gusanos de los negocios".
Sin embargo otras personalidades e instituciones no favorecieron la idea. Maju Mantilla criticó el evento asumiendo que los temas tratados de farándula "no le hace daño [al público]". El participante de Esto es guerra Yaco Eskenazi tildó de "absurdo" la manifestación. Otros peridiodistas como Pedro Canelo, Lorena Álvarez, Andrea Llosa Barreto y Hernán Migoya mostraron su desacuerdo a la marcha. Los detractores de la marcha emplearon la frase "[sino quieres ver los programas] cambia de canal o apaga el televisor" en alusión al derecho de saber qué canal ver.
Carlos Carlín mantiene una posición neutral sugiriendo que no la hagan por temor a ser más beneficioso a la prensa. "Pero me llama la atención que en un país donde existen tantos problemas tenga que haber gente preocupada por la TV, ese es un reflejo de la educación de nuestro país", complementó.
Tras el suceso de la marcha, los concursantes enviaron burlas a los responsables calificando de "oportunistas". Magaly Medina, comentó el trabajo de los realities al público. "Acá es una jungla y solo están los valientes; si estos chiquitos de mucho músculo no tienen nada de lo que hay que tener, entonces que se vayan a sus casas y no fastidien."

### Otras reacciones
El 6 de febrero de 2015, la conductora Sandra Arana mostró su reacción en vivo en el programa de espectáculos de Karen Schwarz en Latina: "Yo [entre ver infidelidades y cambiar], prefiero cambiar [de canal]. [...] A mí me hubiera gustado que solucionen eso internamente y que no lo expongan. Pronto habrá una marcha contra la televisión basura. Si pusieran más diversión y menos drama (a las competencias), no estarían atrás de ustedes (los concursantes) los que organizan esto".
El 5 de marzo de 2015, el actor Marco Zunino mostró una reacción similar junto a Sully Sáenz, ambos conductores de la versión peruana de Escape perfecto. Al ser entrevistado a Sully en un programa de farándula de América Televisión sobre su relación en Esto es guerra, Zunino ironizó el suceso invitando a que vea su programa por ser "televisión blanca".

## Consecuencias
El 16 de febrero de 2015, uno de los responsables Javier Alejandro Ramos confirmó que habría posibles cambios sobre la autorregulación: "Mientras algunas personas como Andrea Llosa dicen que es una estupidez protestar contra algunos programas, otras, como los que integran la SNRTV, empiezan a reflexionar y ponen paños fríos ante la clamorosa multitud que se va sumando a la marcha".
El 21 de febrero se desarrolló un proyecto de ley en el Congreso. Se aseguró que la medida no censurará la libertad de expresión.
El 27 de febrero, una encuesta informal de Perú.21 sobre qué programas de televisión ver tras la marcha,  sugirieron "ver señal de cable" deduciendo qué "todos los programas [de concurso] son una basura".
El 28 de febrero la Sociedad Nacional de Radio y Televisión emitió un comunicado que de 39 denuncias de los programas emitidos en vivo, 16 fueron aceptadas en menos de 48 horas. Con el apoyo de la Asociación Nacional de Anunciantes y del Consejo Consultivo de Radio y Televisión, siete fueron resueltas vía conciliación, tres fueron amonestadas y once multadas por un total de S/. 209 300.
El 1 de marzo La República recopiló un análisis de Augusto Álvarez Rodrich (Latina), Mónica Sánchez (América), Juliana Oxenford (RPP) y Enrique Chávez (TV Perú). Ellos cuestionaron la actitud de la farándula, la intervención de las empresas, la crisis del empeño del canal estatal TV Perú y la producción periódistica. Sobre Augusto Álvarez, quien dirige el sector de noticias de Latina, explicó "si hay un debate en marcha, está bien; ya que puede permitir que los medios y la población reflexionen para hacer mejor las cosas y preocuparse por sus contenidos".
El 13 de marzo Cencosud anunció que sus tiendas Wong, Metro y Paris dejaran de auspiciar a 7 programas de televisión.
El 17 de abril se convocó una "Audiencia Pública sobre contenidos televisivos" realizado por el congresista Agustín Molina Martínez con la participación de dos grupos conformados por la Sociedad Peruana de Radio y Televisión y colectivos sociales. Estuvieron también el Colegio de Psicólogos del Perú, el colectivo Por una Televisión con Valores con representantes del Ministerio de Educación y la Defensoría del Pueblo. Cabe señalar que el colectivo estuvo apoyado por el Colegio de Periodistas de Lima en 2014.